# Stoenești (Argeș)
Stoenești è un comune della Romania di 4 563 abitanti, ubicato nel distretto di Argeș, nella regione storica della Muntenia.
Il comune è formato dall'unione di 7 villaggi: Bădeni, Cotenești, Lunca Gârții, Piatra, Slobozia, Stoenești, Valea Bădenilor.